# Lumbrineris pseudopolydesma
Lumbrineris pseudopolydesma är en ringmaskart som beskrevs av Pillai 1961. Lumbrineris pseudopolydesma ingår i släktet Lumbrineris och familjen Lumbrineridae. Inga underarter finns listade i Catalogue of Life.